# Französisches Kulturzentrum (Unter den Linden)

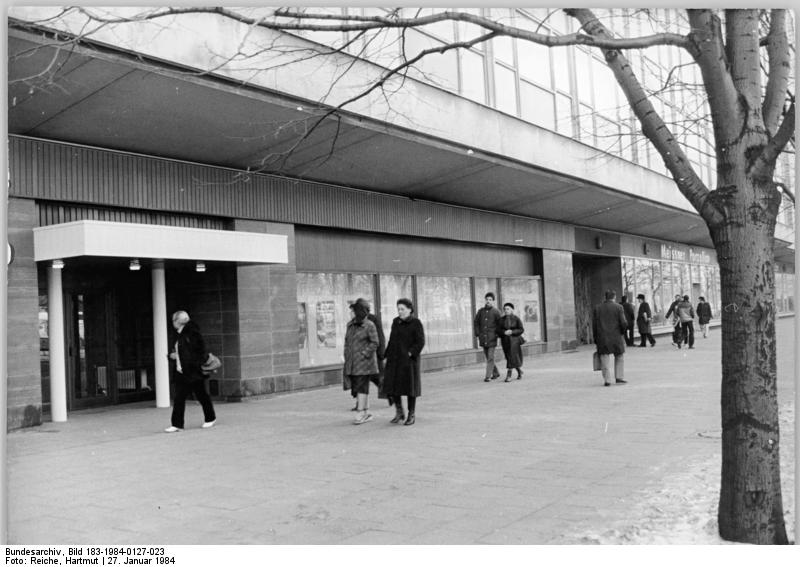
Französisches Kulturzentrum, 1984

Das Französische Kulturzentrum (französisch Centre culturel français) war ein Kulturzentrum in Berlin-Mitte Unter den Linden 37. Es bestand von 1984 bis 1995.

## Vorgeschichte
Die politischen und kulturellen Beziehungen zwischen der DDR und Frankreich waren meist gut. Im Jahr 1980 wurde ein Kulturabkommen zwischen beiden Ländern geschlossen, das die Einrichtung gegenseitiger Kulturzentren in Ost-Berlin und Paris vorsah. Die französische Regierung forderte aber, dass jeder Interessierte das Kulturzentrum in Berlin besuchen könne und dass dort auch französische Tageszeitungen und Bücher zugänglich sein sollten, wogegen sich die DDR-Verantwortlichen lange sträubten.
Im Dezember 1983 eröffneten der DDR-Außenminister Oskar Fischer und der DDR-Botschafter in Frankreich das Kulturzentrum der DDR in Paris.

## Geschichte
Am 27. Januar 1984 wurde das französische Kulturzentrum Unter den Linden feierlich eröffnet. Dazu kamen die Außenminister Claude Cheysson und Oskar Fischer, der DDR-Kulturminister Hans-Joachim Hoffmann, die Volksbildungsministerin Margot Honecker, die ZK-Sekretärin für Kultur Ursula Ragwitz und weitere Gäste. Im folgenden Jahr, 1985 wurde der große Veranstaltungssaal im Beisein des französischen Premierministers Laurent Fabius eingeweiht. Für den Betrieb und die dargebotenen Materialien des Kulturzentrums und seiner Bibliothek war das französische Außenministerium zuständig, was von der französischen Botschaft in Ost-Berlin koordiniert wurde.
Das Kulturzentrum blieb nach der Wende 1989 vorerst bestehen. Trotz Protesten musste es aber am 30. September 1995 schließen und den Bestand dem Institut Français im Maison de France in Berlin-Charlottenburg übergeben.

## Nutzung
Im Französischen Kulturzentrum fanden zahlreiche Veranstaltungen wie Konzerte, Lesungen und ähnliches statt, es gab Ausstellungen, eine Ausleihbibliothek, ein Kino mit etwa 100 Plätzen und Sprachkurse. Das Kulturzentrum wurde gut besucht, es war besonders für Personen mit Französischkenntnissen interessant. Die Staatssicherheit war auch immer anwesend und beobachtete Besucher und Veranstaltungen.
Anfang 2024 gab es eine Ausstellung zum 40-jährigen Eröffnungsjubiläum durch das Institut Français in der Galerie Alice Guy.

## Gebäude

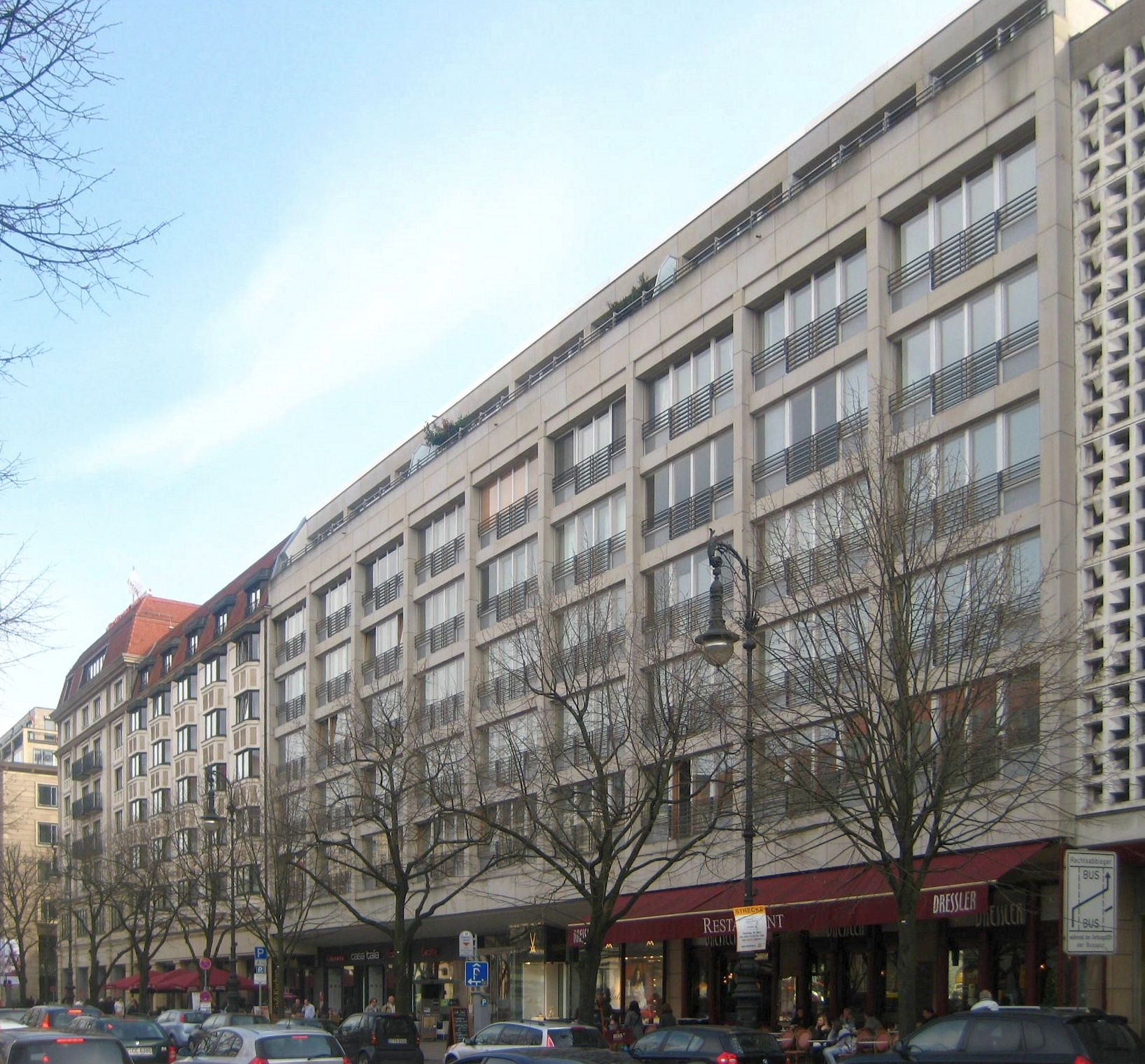
Unter den Linden 37 (links) und 39 (rechts)

Das Gebäude Unter den Linden 37 befindet sich südwestlich der Kreuzung der Straße Unter den Linden mit der Friedrichstraße. Es wurde von 1963 bis 1966 zusammen mit den Nachbargebäuden Nr. 39 und 41 nach Entwürfen der DDR-Architekten Emil Schmidt und Heinz Dübel gebaut. Es war im staatlichen Eigentum und ab 1990 im Besitz des Landes Berlin und des Bundes. Danach wurde es als Teil des Bauensembles Dorotheenstadt unter Denkmalschutz gestellt. 1997 war dort kurzzeitig der Szeneklub Cookies untergebracht. Seitdem wird das Gebäude als Apartmenthaus mit Geschäften im Erdgeschoss genutzt.